# San Mateo (Kalifornie)
San Mateo je město v okrese San Mateo County ve státě Kalifornie ve Spojených státech amerických. Leží 32 kilometrů jižně od San Francisca. Je 73. nejlidnatějším městem v Kalifornii a 317. nejlidnatějším městem v USA.
K roku 2020 zde žilo 105 661 obyvatel. S celkovou rozlohou 41,1 km² byla hustota zalidnění 2 568,5 obyvatel na km².